# Smith & Wesson Модель 457
Smith & Wesson Модель 457 — компактний самозарядний пістолет від Smith & Wesson серії Третє Покоління з рамками зі сплаву та сталі, які входять до Value Line бюджетних самозарядних пістолетів. Модель 457 є компактним пістолетом під набій .45 ACP. Конструкція має ударно-спусковий механізм подвійної/одинарної дії, тому для здійснення першого пострілу треба сильно натиснути на спусковий гачок, далі стрільба ведеться у одинарній дії. Курок у Моделі 457 не має шпори, тому ризик зачепитися зброєю за одяг зменшується. Для безпечного спуску курка використовують важіль безпечного спуску, розташований на затворній рамі. Модель 457 має ствол довжиною 95 мм (3.75 in) та 7-зарядний магазин. Модель 457 мала затворну раму з вуглецевої сталі з матовою обробкою та чорну раму з алюмінієвого сплаву. Інші версії, в тому числі і Модель 457S, мали затворну раму з неіржавної сталі та алюмінієву рамку, а Модель 457TDA мала алюмінієву рамку з сатинованою обробкою та чорною затворною рамою з вуглецевої сталі.
Компактна конструкція робить пістолет ідеальним для прихованого носіння, і модель здобула репутацію надійної, довговічної та точної.